# Поштаренко, Яков Тимофеевич
Яков Тимофеевич Поштаренко (1904—1977) — советский военнослужащий. Участник Великой Отечественной войны. Герой Советского Союза (1946). Сержант.

## Биография
Яков Тимофеевич Поштаренко родился 26 ноября (13 ноября — по старому стилю) 1904 года в селе Малые Дмитровичи Киевского уезда Киевской губернии Российской империи (ныне село Обуховского района Киевской области Украины) в семье рабочего. Украинец. Окончил церковно-приходскую школу. В 1923—1926 годах проходил службу в Красной Армии.
Вновь в рядах Рабоче-крестьянской Красной Армии Я. Т. Поштаренко с осени 1941 года. Окончил трёхмесячные курсы сапёров. В боях с немецко-фашистскими захватчиками красноармеец Я. Т. Поштаренко с 25 января 1942 года на Западном фронте. Участвовал в Ржевско-Вяземской операции. 9 февраля 1942 года был тяжело ранен.
На передовую Я. Т. Поштаренко вернулся только в ноябре 1943 года. Воевал на 1-м Украинском фронте. Принимал участие в Житомирско-Бердичевской операции. 30 декабря 1943 года Яков Тимофеевич получил тяжёлую контузию и был эвакуирован в госпиталь. После выздоровления вернулся в свою часть и воевал в её составе до начала весны 1944 года. С 8 марта 1944 года ефрейтор Я. Т. Поштаренко в составе 420-го отдельного сапёрного батальона 252-й стрелковой дивизии 52-й армии 2-го Украинского фронта. Весной 1944 года Яков Тимофеевич участвовал в Уманско-Ботошанской операции, в ходе которой в составе своего подразделения освобождал значительную часть Правобережной Украины, форсировал реки Горный Тикич, Южный Буг, Днестр и Реут. К середине апреля подразделения 252-й стрелковой дивизии вышли в район юго-западнее села Тешкурены, где перешли к обороне. В ночь с 14 на 15 апреля 1944 года перед 420-м отдельным сапёрным батальоном была поставлена задача заминировать нейтральную полосу. Действуя в составе группы минёров, ефрейтор Я. Т. Поштаренко выдвинулся к немецким окопам на расстояние 200 метров и произвёл разведку переднего края немецкой обороны, после чего в течение часа под пулемётным и миномётным огнём противника устанавливал растяжки. За успешное выполнение задания командования Я. Т. Поштаренко был награждён медалью «За отвагу» и произведён в младшие сержанты с назначением на должность командира сапёрного отделения.
В августе 1944 года 252-я стрелковая дивизия в составе 4-й гвардейской армии участвовала в Ясско-Кишинёвской операции, после завершения которой была выведена в резерв Ставки Верховного Главнокомандования. До начала ноября 1944 года Я. Т. Поштаренко занимался обучением прибывшего в батальон пополнения и за достигнутые в этом деле успехи был досрочно произведён в сержанты. 3 ноября 1944 года 4-я гвардейская армия была передана 3-му Украинскому фронту и её подразделения включились в Будапештскую операцию, в ходе которой сержант Я. Т. Поштаренко отличился в боях за город Секешфехервар. 252-й дивизии, ведущей наступление на город, с фланга угрожала крупная группировка немецких и венгерских войск, контролировавшая левый берег канала Шарвиз. Необходимо было взорвать мост через канал в районе населённого пункта Сабат. Мост хорошо охранялся, но сержант Поштаренко с тремя бойцами своего отделения в ночь на 21 декабря 1944 года сумел пробраться к нему незамеченным. Однако при закладке тола немцы обнаружили группу Поштаренко и открыли по ней шквальный автоматный и пулемётный огонь. Затем огонь открыл стоявший в боевом охранении немецкий танк. Приказав своим бойцам отходить, Яков Тимофеевич продолжил работу, и заложив взрывчатку, поджёг бикфордов шнур. Через сорок секунд мост взлетел на воздух, а 23 декабря 1944 года Секешфехервар был полностью очищен от войск противника.
В феврале 1945 года 252-я стрелковая дивизия была передана в состав 46-й армии 2-го Украинского фронта, в составе которой перешла в наступление в ходе Венской операции. Прорвав оборону противника, дивизия форсировала реку Альталь и стала теснить противостоявшие ей части противника к Дунаю. 24 марта 1945 года у посёлка Модьорошбанья (Mogyorosbanya) путь одному из стрелковых батальонов преградил вражеский заслон. На господствующей над местностью безымянной высоте немцы оборудовали пулемётные точки, с которой простреливалась вся округа. Пехотинцы предприняли попытку обойти высоту справа, но вышли на протяжённые минные поля. На помощь пехоте было направлено сапёрное отделение сержанта Я. Т. Поштаренко. Незадолго до рассвета сапёры проделали в минном поле широкий проход, но когда утром после артиллерийской подготовки прозвучал сигнал к атаке, пехотинцы замешкались. Яков Тимофеевич понял, что солдаты опасаются мин, и по проделанному его отделением проходу первым бросился вперёд, увлекая бойцов за собой. Ворвавшись вместе с пехотой во вражеские траншеи, в рукопашной схватке он лично уничтожил 6 вражеских солдат.
Развивая наступление, 28 марта 1945 года подразделения 46-й армии овладели правобережной частью города Комаром. Командующий армией поставил перед 252-й стрелковой дивизией задачу: форсировать Дунай и очистить от противника левобережную часть города. В качестве места для переправы был выбран участок реки в районе острова Сентпаль, поросшие лесом берега которого затрудняли обзор противнику. Операция по форсированию Дуная началась в ночь на 30 марта 1945 года. Сержант Я. Т. Поштаренко, являясь командиром расчёта полупонтона, взял на борт 15 десантников и первым отчалил от правого берега. Противник обнаружил переправу, когда до левого берега оставалось 100—150 метров, и открыл яростный пулемётный, а затем и артиллерийский огонь. Полупонтон был пробит в нескольких местах, но Поштаренко заткнул пробоины паклей и благополучно доставил десант на левый берег. При высадке десанта близким разрывом снаряда Яков Тимофеевич был контужен, но продолжал работать на переправе, сделав за ночь ещё 9 рейсов. В тот же день левобережная часть города была освобождена от фашистов. 3 апреля 1945 года командир 420-го отдельного сапёрного батальона капитан М. Г. Козлов представил сержанта Я. Т. Поштаренко к званию Героя Советского Союза. Указ Президиума Верховного Совета СССР был подписан 15 мая 1946 года.
В первых числах апреля 1945 года 252-я стрелковая дивизия была передана 7-й гвардейской армии и участвовала в освобождении города Братиславы в ходе Братиславско-Брновской наступательной операции. В мае 1945 года сержант Я. Т. Поштаренко участвовал в Пражской операции, завершив боевой путь в южной Чехословакии. После окончания Великой Отечественной войны Яков Тимофеевич жил и работал в Киеве. 14 апреля 1977 года он скончался. Похоронен в столице Украины.

## Награды
- Медаль «Золотая Звезда» (15.05.1946);
- орден Ленина (15.05.1946);
- орден Красной Звезды (30.12.1944);
- медали, в том числе:
  - медаль «За отвагу» (25.05.1944).

## Документы
- Общедоступный электронный банк документов «Подвиг Народа в Великой Отечественной войне 1941—1945 гг.» Дата обращения: 19 марта 2013. Архивировано из оригинала 13 марта 2012 года.

Представление к званию Героя Советского Союза. Дата обращения: 19 марта 2013. Архивировано 8 апреля 2013 года.
Орден Красной Звезды (наградной лист и приказ о награждении). Дата обращения: 19 марта 2013. Архивировано 8 апреля 2013 года.
Медаль «За отвагу» (наградной лист и приказ о награждении). Дата обращения: 19 марта 2013. Архивировано 8 апреля 2013 года.